# 日田市立大明中学校
日田市立大明中学校（ひたしりつ だいめいちゅうがっこう）は、大分県日田市大肥本町にある公立中学校。2013年より日田市立大明小学校と一体となった小中一貫校「修明校」の中学校部を担っている。

## 沿革
- 2013年4月 - 日田市立大明小学校と小中一貫教育を開始

## 通学区域
大明小学校の1校区。
- 日田市
  - 大肥本町、大肥町、大鶴本町、大鶴町、上宮町、鶴城町、夜明上町、夜明中町、夜明関町

## 学校教育目標
ふるさとに誇りを持ち人間性豊かにたくましく生き抜く児童生徒の育成

## 周辺
- 大鶴駅

## アクセス
- JR九州日田彦山線大鶴駅から徒歩5~10分。